# Josef Putz
Josef Putz (* 17. März 1884 in Dobersdorf; † 15. Jänner 1948 in Graz) war ein österreichischer Mühlenbesitzer und Politiker (CS). Putz war verheiratet und von 1922 bis 1923 Abgeordneter zum Burgenländischen Landtag.
Putz wurde als Sohn des Mühlenbesitzers Johann Putz aus Dobersdorf geboren. Er besuchte nach der Volksschule die Unterrealschule in Sopron und absolvierte in der Folge die Handelsakademie in Zalaegerszeg. Nach der Matura 1904 leistete Putz zwischen 1914 und 1917 seinen Kriegsdienst während des Ersten Weltkriegs ab und übernahm 1920 die väterliche Mühle. Putz engagierte sich in der Christlichsozialen Partei und wurde am 15. Juli 1922 als Abgeordneter zum Burgenländischen Landtag angelobt. Putz vertrat die Christlichsoziale Partei bis zum 13. November 1923 im Landtag. 